# National 400 1965
National 400 1965 var ett stockcarlopp ingående i Nascar Grand National Series (nuvarande Nascar Cup Series) som kördes 17 oktober 1965 på den 1,5 mile (2,414 km) långa ovalbanan  Charlotte Motor Speedway i Concord i North Carolina. Totalt avverkades 400,5 miles (644,542 km) fördelat på 267 varv. Banunderlaget var asfalt. Loppet vanns av Fred Lorenzen i en Ford på tiden 3:21.44 körande för Holman Moody. Lorenzens snitthastighet uppgick till 119,117 mph. Prispotten uppgick till 47 940 dollar, varav 9 920 dollar gick till segraren.

## Resultat
| Plc     | Nr | Förare           | Team/ bilägare              | Konstruktör | Start | Varv | Ledda varv |
| ------- | -- | ---------------- | --------------------------- | ----------- | ----- | ---- | ---------- |
| 1       | 28 | Fred Lorenzen    | Holman Moody                | Ford        | 1     | 267  | 35         |
| 2       | 29 | Dick Hutcherson  | Holman Moody                | Ford        | 10    | 267  | 1          |
| 3       | 47 | Curtis Turner    | Wood Brothers Racing        | Ford        | 6     | 267  | 17         |
| 4       | 11 | Ned Jarrett      | Bondy Long                  | Ford        | 9     | 266  | 8          |
| 5       | 3  | LeeRoy Yarbrough | Fox Racing                  | Chevrolet   | 17    | 265  | 6          |
| 6       | 41 | A.J. Foyt        | Matthews Racing             | Ford        | 8     | 265  | 119        |
| 7       | 15 | Earl Balmer      | Bud Moore Engineering       | Mercury     | 5     | 262  | 0          |
| 8       | 04 | H.B. Bailey      | Bailey Racing               | Pontiac     | 20    | 257  | 0          |
| 9       | 1  | Paul Lewis       | Paul Lewis                  | Ford        | 32    | 256  | 0          |
| 10      | 14 | Iggy Katona      | Sam Fletcher                | Plymouth    | 33    | 251  | 0          |
| 11      | 46 | Roy Mayne        | Tom Hunter                  | Chevrolet   | 39    | 251  | 0          |
| 12      | 44 | Larry Hess       | Larry Hess                  | Ford        | 19    | 248  | 0          |
| 13      | 52 | E.J. Trivette    | Jess Potter                 | Chevrolet   | 42    | 248  | 0          |
| 14      | 97 | Henley Gray      | Gene Cline                  | Ford        | 30    | 239  | 0          |
| 15      | 84 | Buddy Arrington  | Langley-Woodfield Racing    | Ford        | 28    | 237  | 0          |
| 16      | 75 | Gene Black       | C.L. Crawford               | Ford        | 43    | 235  | 0          |
| 17      | 38 | Wayne Smith      | Archie Smith                | Chevrolet   | 29    | 217  | 0          |
| 18      | 02 | Doug Cooper      | Bob Cooper                  | Chevrolet   | 21    | 215  | 0          |
| 19      | 57 | Lionel Johnson   | Clay Esteridge              | Ford        | 44    | 210  | 0          |
| 20      | 24 | Sam McQuagg      | Betty Lilly                 | Ford        | 7     | 209  | 0          |
| 21      | 16 | Darel Dieringer  | Bud Moore Engineering       | Mercury     | 3     | 199  | 48         |
| 22      | 49 | G.C. Spencer     | GC Spencer Racing           | Ford        | 12    | 188  | 0          |
| 23      | 86 | Bud Baker        | Buck Baker Racing           | Plymouth    | 13    | 188  | 0          |
| 24      | 63 | Don Hume         | Don Hume                    | Ford[       | 41    | 183  | 0          |
| 25      | 88 | Neil Castles     | Buck Baker Racing           | Dodge       | 40    | 157  | 0          |
| 26      | 87 | Buck Baker       | Buck Baker Racing           | Chevrolet   | 18    | 123  | 0          |
| 27      | 64 | Elmo Langley     | Langley-Woodfield Racing    | Ford        | 15    | 114  | 0          |
| 28      | 18 | Stick Elliott    | Toy Bolton                  | Chevrolet   | 26    | 105  | 0          |
| 29      | 17 | Junior Spencer   | Jerry Mullins               | Ford        | 14    | 93   | 0          |
| 30      | 34 | Jeff Hawkins     | Lester Hunter               | Dodge       | 36    | 92   | 0          |
| 31      | 34 | Wendell Scott    | Scott Racing                | Ford        | 34    | 89   | 0          |
| 32      | 26 | Junior Johnson   | Junior Johnson & Associates | Ford        | 4     | 63   | 0          |
| 33      | 4  | Jim Paschal      | Toy Bolton                  | Chevrolet   | 31    | 53   | 0          |
| 34      | 27 | Cale Yarborough  | Matthews Racing             | Ford        | 2     | 47   | 27         |
| 35      | 21 | Marvin Panch     | Wood Brothers Racing        | Ford        | 16    | 41   | 0          |
| 36      | 19 | J.T. Putney      | Herman Beam                 | Chevrolet   | 11    | 16   | 0          |
| 37      | 7  | Bobby Johns      | Shorty Johns                | Pontiac     | 37    | 16   | 0          |
| 38      | 10 | Rene Charland    | Gary Weaver                 | Ford        | 38    | 8    | 0          |
| 39      | 59 | Tom Pistone      | Glen Sweet                  | Ford        | 35    | 1    | 0          |
| 40      | 32 | Rock Harn        | i.u.                        | Ford        | 22    | 1    | 0          |
| 41      | 90 | Sonny Hutchins   | Donlavey Racing             | Ford        | 23    | 1    | 0          |
| 42      | 01 | Harold Kite      | Harold Mays                 | Plymouth    | 24    | 1    | 0          |
| 43      | 79 | Frank Warren     | Harold Rhodes               | Chevrolet   | 25    | 1    | 0          |
| 44      | 53 | Jimmy Helms      | David Warren                | Ford        | 27    | 1    | 0          |
| Källor: |    |                  |                             |             |       |      |            |